# Cratere Ostwald
Ostwald è un cratere lunare da impatto intitolato al fisico chimico tedesco Wilhelm Ostwald, situato nell'emisfero lunare più distante dalla Terra (faccia nascosta). Si trova subito ad est del cratere Guyot e vicino al bordo settentrionale del cratere Ibn Firnas, mentre lungo il margine orientale si trova il cratere Recht.
Questo cratere è eroso e consumato, ed i bordi esterni ed interni si presentano irregolari a causa di molteplici piccoli crateri. Una breve catena di crateri giace nella zona occidentale del pianoro interno. L'interno è abbastanza pianeggiante ma si presenta irregolarmente butterato da una moltitudine di minuscoli impatti. Sono presenti delle basse creste subito a sud ed a sud-est del punto centrale.

## Crateri correlati
Alcuni crateri minori situati in prossimità di Ostwald sono convenzionalmente identificati, sulle mappe lunari, attraverso una lettera associata al nome.
| Ostwald | Latitudine | Longitudine | Diametro |
| ------- | ---------- | ----------- | -------- |
| Y       | 13,6° N    | 121,0° E    | 24 km    |